# Danny La Rue
Pour les articles homonymes, voir La Rue (homonymie).
Danny La Rue, né Daniel Patrick Carroll le 26 juillet 1927 et mort le 31 mai 2009, est un artiste britannique, connu pour ses spectacles de chant et de travestissement.

## Biographie
Il a obtenu une reconnaissance au Royaume-Uni à la fin des années 1960 et au début des années 1970 quand il est devenu l'une des plus grandes stars dans le milieu du cabaret. Il est mort le 31 mai 2009.

## Distinctions
- Ordre de l'Empire britannique